# بوريس سي
بوريس سي هو لاعب كرة قدم كندي في مركز الوسط، ولد في 27 يوليو 1994 في فانكوفر في كندا. لعب مع نادي سيتيزن.

## وصلات خارجية
- بوريس سي على موقع Soccerway.com (الإنجليزية)